# 결성농요
결성농요(結城農謠)는 충청남도 홍성군 결성면 지역에서 내려오는 농요이다. 1996년 11월 30일 충청남도의 무형문화재 제20호로 지정되었다.

## 개요
농요는 논이나 밭에서 일을 하면서 피로를 잊고 능률을 올리기 위해 부르는 노래로 들노래 또는 농사짓기 소리라고도 한다. 토속민요의 하나로 개인 또는 집단적으로 부르며 지방에 따라서 노래가 달라질 수도 있다.
결성농요는 금곡천 유역에 인류가 정착하여 농경문화가 발달하면서 크게 발달하였다. 내용은 용신제·모내기·건젱이·뚝매기·아시매기(논매기)·쉴참·만물 등으로 구성되어 있다. 모내기소리인 '어럴럴럴상사리'와 논매기소리인 '얼카덩어리'또는 두레소리 등은 이 지방에서 자생한 소리이다.
결성농요는 순수 우리 가락이며, 근래에 들어와 예전의 농요와 두레(공동작업을 하기위한 조직)의 모습을 재현한 것이다. 홍성에 살고 있는 예능보유자 최양섭씨가 그 맥을 이어가고 있다.

## 전승자
| 구분   | 성명 (생년월일)       | 성별 | 기예능 | 주소                              | 인정·해제일자   | 비고 |
| ------ | --------------------- | ---- | ------ | --------------------------------- | --------------- | ---- |
| 보유자 | 최용식 (1938. 4. 3.)  | 남   | 소리   | 충남 홍성군 결성면 구성남로 256-8 | 2020. 3.10 인정 |      |
| 보유자 | 최재신 (1943. 1. 17.) | 남   | 소리   | 충남 홍성군 결성면 성남길 120-4   | 2020. 3.10 인정 |      |

## 참고 문헌
- 결성농요 - 국가유산청 국가유산포털